# Everhope
Everhope, conocida durante la mayor parte de su historia como la Casa del Capitán Nathan Carpenter y, más recientemente, como la Plantación Twin Oaks, es una histórica casa de plantación ubicada cerca de Eutaw, Alabama, Estados Unidos. Completada en 1853 para Nathan Mullin Carpenter, está incluido en el Registro Nacional de Lugares Históricos y el Registro de Monumentos y Patrimonio de Alabama debido a su importancia arquitectónica e histórica.

## Historia
Nathan Mullin Carpenter nació el 22 de diciembre de 1826; su familia había emigrado desde el condado de Franklin, Carolina del Norte al condado de Greene, Alabama a principios de la década de 1820. Sirvió con los Eutaw Rangers durante la Guerra México-Estadounidense. Carpenter se casó dos veces, primero con Catherine Cockrell el 7 de septiembre de 1848, quien falleció de fiebre amarilla poco después en 1849. Se casó por segunda vez el 8 de enero de 1851 con Marjorie Pippen.
Nathan y Marjorie compraron un terreno de 667 acres (2,7 km²) de extensión por $10,012 el 28 de septiembre de 1852 a John y Anna Rice. La casa principal de la plantación fue construida entre 1852 y 1853 por el constructor local, David Rinehart Anthony. La propia casa de Anthony, construida más tarde en las cercanías de Eutaw, tiene un gran parecido con la casa Carpenter. La casa Carpenter en sí era una réplica casi perfecta de Pippen Place, construida varios años antes por la familia de Marjorie. Nathan y Marjorie criarían ocho hijos en la casa, cinco antes de la Guerra de Secesión y tres después.
Carpenter organizó una compañía de hombres llamada Confederate Rangers en el césped frente a la casa en 1862. Fue elegido capitán de la unidad. Se convertiría en la Compañía B del 36º Regimiento de Infantería de Alabama. La compañía vería acción en las batallas de Chattanooga, Chickamauga, Nashville y la Campaña de Atlanta. Nathan Carpenter falleció el 5 de mayo de 1907, y Marjorie el 14 de febrero de 1911.
La casa fue heredada por la hija soltera de los Carpenter, Fannie. Un sobrino de Fannie, Clifford S. Boyce, heredó la casa tras su muerte en 1944. Boyce y su esposa, Leah Graves, vivieron en la casa hasta su muerte en 1974. La casa estuvo vacía hasta que la compró la familia del Dr. George E. Rudd en 1977. La casa se incluyó en el Registro de Monumentos y Patrimonio de Alabama el 21 de diciembre de 1977, luego de su compra por parte de los Rudd. La casa todavía no tenía agua corriente ni baños, y la familia Rudd solo la usaba como retiro de fin de semana y vacaciones. Su propiedad ausente continuó hasta principios de la década de 1990, y la casa sufrió vandalismo periódico.
Charles y Jan Bullock compraron la casa Carpenter en 1994, junto con la propiedad circundante. Al cambiar el nombre del lugar a Plantación Twin Oaks, los Bullock comenzaron un largo programa de restauración y agregaron comodidades modernas a la casa. La casa se agregó al Registro Nacional de Lugares Históricos el 23 de julio de 1999, siendo propiedad de los Bullock. Posteriormente fue comprado por David y Pam Harmon en 2005. Los "robles gemelos", por los que los propietarios anteriores habían nombrado la plantación, murieron poco después de que los Harmon compraran la propiedad. Esto los llevó a cambiar el nombre de la plantación Everhope. Continuaron la restauración y preservación de la casa histórica. Barden Smedberg compró Everhope en 2012, quien restauró las dependencias originales restantes y lo abrió para eventos y alojamiento.

## Descripción
La casa de estilo neogriego es una estructura de madera de dos pisos con un techo a dos aguas lateral que cubre el pórtico y el bloque principal de la estructura. Los cimientos y chimeneas están construidos en ladrillo. El alzado frontal presenta un pórtico de dos pisos sostenido por cuatro columnas octogonales de escala monumental. El pórtico se extiende por todo el frente de la casa, cubriendo los cinco tramos de la fachada. Las puertas dobles con ventanas laterales ocupan la bahía central de cada piso, con un balcón de gobernador en voladizo que se proyecta desde el segundo nivel.